# ≠Me
≠Me (ノットイコールミー; pronunciado "Not Equal Me", estilizado como ≠ME ), también conocidas como Noimii (ノイミー) es un grupo ídolo japonés que se formó en 2019. El grupo de doce miembros es producido por la exmiembro de AKB48 y HKT48, Rino Sashihara y es el primer grupo hermana de =Love.

## Historia
A finales de 2018, se realizaron audiciones para lo que sería el primer grupo hermana de =Love . El 24 de febrero de 2019, se confirmó una alineación de once miembros iniciales. La miembro número 12 fue revelada el 8 de abril. Lanzaron su sencillo digital debut homónimo el 3 de agosto. El 4 de agosto, el grupo actuó junto a su grupo hermana en el Tokyo Idol Festival 2019 . El grupo interpretó la canción  "Kimi no Oto Dattanda" (君の音だったんだ). En octubre de 2020, el grupo actuó en el Tokyo Idol Festival 2020. El 7 de abril de 2021, lanzaron su primer miniálbum llamado Chōtokkyū ≠Me Iki (超特急 ≠Me行き)  . El 14 de julio, lanzaron el sencillo "Kimi wa Kono Natsu, Koi wo Suru" (君はこの夏、恋をする). Su segundo sencillo, "Mahoroba Asterisk" (まほろばアスタリスク?) , fue lanzado el 10 de noviembre.
En febrero de 2022 lanzan su tercer sencillo: Chocolate Melancholy (チョコレートメランコリー), en agosto de 2022 lanzan su cuarto sencillo: Su, Suki Janai! (す、好きじゃない！)
El 15 de agosto de 2022 la integrante Shiori Nagata, anuncia que entra en hiatus por motivos de estudio.

## Miembros
El grupo desde su fundación ha tenido 12 miembros, de las cuales 12 se mantienen activas con el grupo.
- Hana Ogi (尾木波菜)
- Kirari Ochiai (落合希来里)
- Moeko Kanisawa (蟹沢萌子) (Es la Líder del grupo)
- Natsune Kawaguchi (河口夏音)
- Natsumi Kawanago (川中子奈月心)
- Momo Sakurai (櫻井もも)
- Mirei Suganami (菅波美玲)
- Hitomi Suzuki (鈴木瞳美)
- Saya Tanizaki (谷崎早耶)
- Nanaka Tomita (冨田菜々風) Ocupa el puesto de Centro)
- Shiori Nagata (永田詩央里) (En hiatus desde el 15 de agosto de 2022)
- Miyuki Honda (本田珠由記)

## Discografía

### Miniálbumes
| Título                             | Detalles                                                                       | Notas |
| ---------------------------------- | ------------------------------------------------------------------------------ | ----- |
| Chōtokkyū ≠Me Iki (超特急 ≠Me行き) | - Lanzado: 7 de abril de 2021 - Discográfica: King Records - Formato: CD + DVD |       |

### Sencillos
| Título                                                 | Año  | Notas                                                                       |
| ------------------------------------------------------ | ---- | --------------------------------------------------------------------------- |
| ≠ME                                                    | 2019 | Fue lanzado únicamente en formato digital, con el sello de Sony Music Japan |
| Kimi wa Kono Natsu, Koi wo Suru (君はこの夏、恋をする) | 2021 | Primer sencillo en formato físico, bajo el sello de King Records            |
| Mahoroba Asterisk (まほろばアスタリスク)               | 2021 |                                                                             |
| Chocolate Melancholy (チョコレートメランコリー)        | 2022 |                                                                             |
| Su, Suki Janai! (す、好きじゃない！)                   | 2022 |                                                                             |